# 徐仁壽

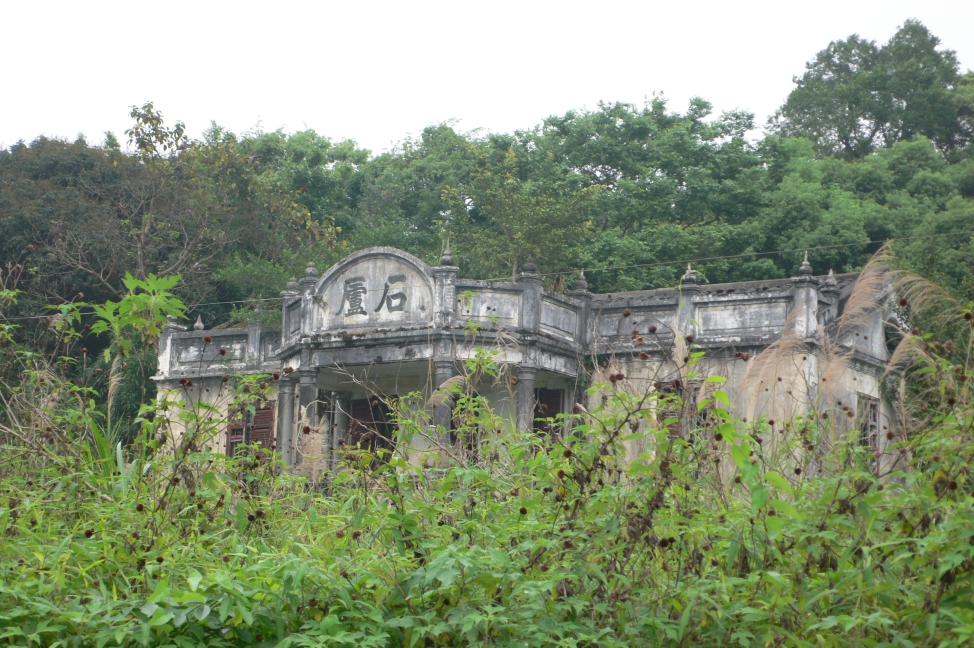
徐仁壽於粉嶺崇謙堂村的故居——石廬

徐仁壽（1889年—1981年2月19日），廣東五華人，香港華仁書院及九龍華仁書院的創辦人，華仁書院校名的「仁」字取其名字。 徐仁壽中學畢業於聖若瑟書院，是首位在香港開辦英文中學的華人，在此以前英文中學均由來自海外的教會開辦。

## 生平
徐仁壽祖籍廣東五華，為粘坑十二世徐道良次子。祖父徐复光是基督教會長老，父親道良為教師。徐仁壽幼年隨父到香港生活，入讀聖若瑟書院，其後篤信天主教。畢業後到廣東梅縣任教中學，四年後回港到英華書院及母校聖若瑟書院任教。1919年，徐仁壽獨自創立華仁書院，其後邀得舊同事林海瀾一同辦學；到1924年又到九龍開辦分校。:16
徐仁壽在辦學事業巔峰的時候突然退休，把兩家華仁書院的辦學權，轉讓給天主教修會耶穌會。他宣告退休後，便轉往北婆羅洲經營樹膠業。徐仁壽二妻陳庚娣、關肖娟，共生十九子八女：子為應祥、振祥、家祥、聲祥、萬祥、世祥、謙祥、友祥、義祥、建祥、達祥、廣祥、總祥、溢祥、森祥，通祥、陸祥及信祥；女為梅英、瑞蘭、平英、傑英、婉貞、增英、念伍、多喇。 三子徐家祥是香港首位華人政府行政官。 徐仁壽姊清和（1886-1985），妻崇謙堂村彭氏樂三。崇謙堂村百年古宅「乾德門」乃彭樂三與友人凌啟蓮所建。二女徐瑞蘭為香港華仁書院首位女教師。
1981年2月19日，徐仁壽於九龍馬頭圍聖德肋撒醫院病逝，其安息彌撒於九龍華仁書院聖依納爵堂舉行，遺體安葬在九龍長沙灣天主教聖辣法厄爾墳場。:16二女徐瑞蘭亦於同年4月去世。

## 崇謙堂村故居
徐仁壽在粉嶺崇謙堂村的故居、位於崇謙堂對面的「石廬」，已被香港特區政府列為一級歷史建築。